# بكاء

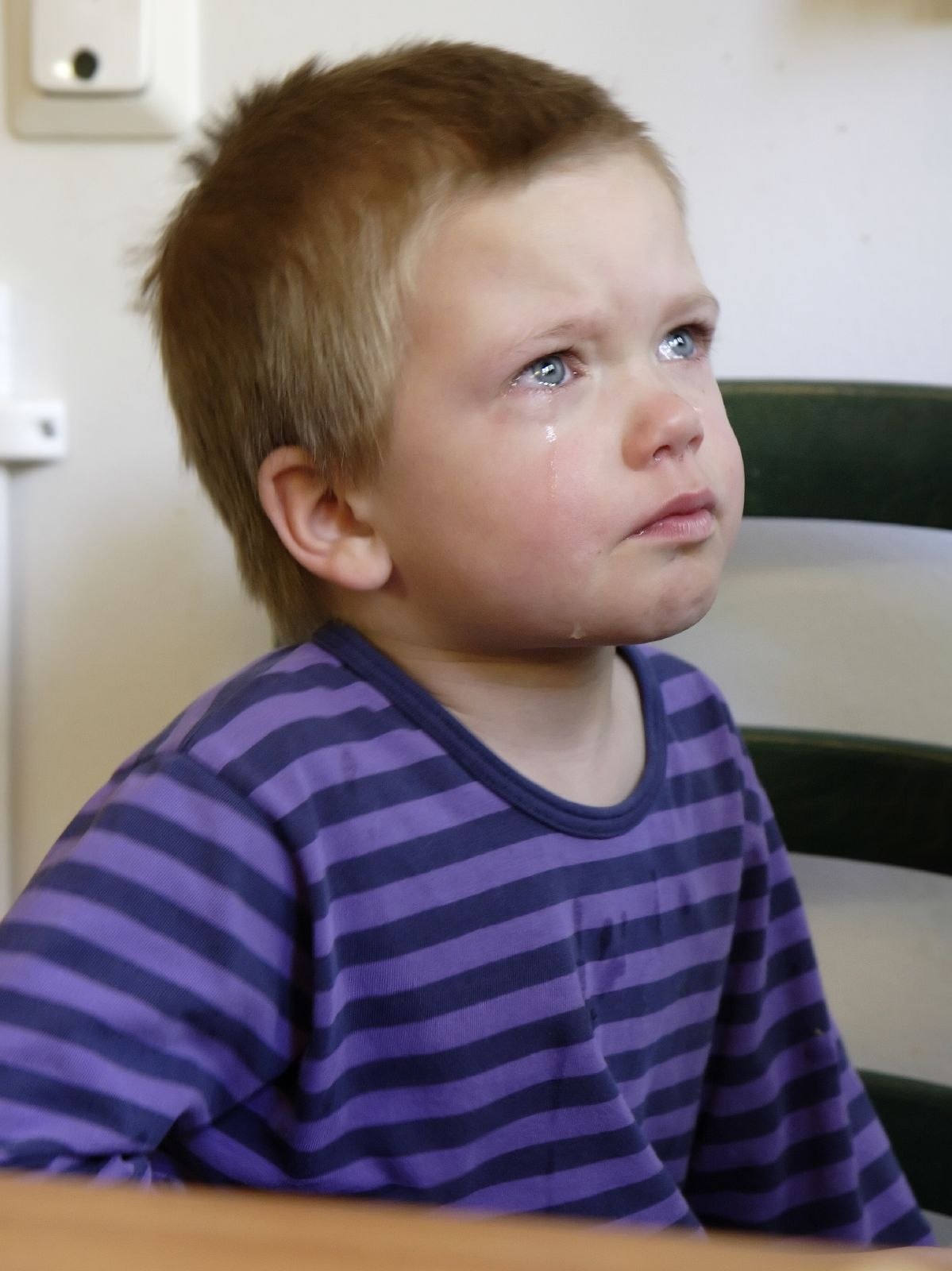
طفل يبكي

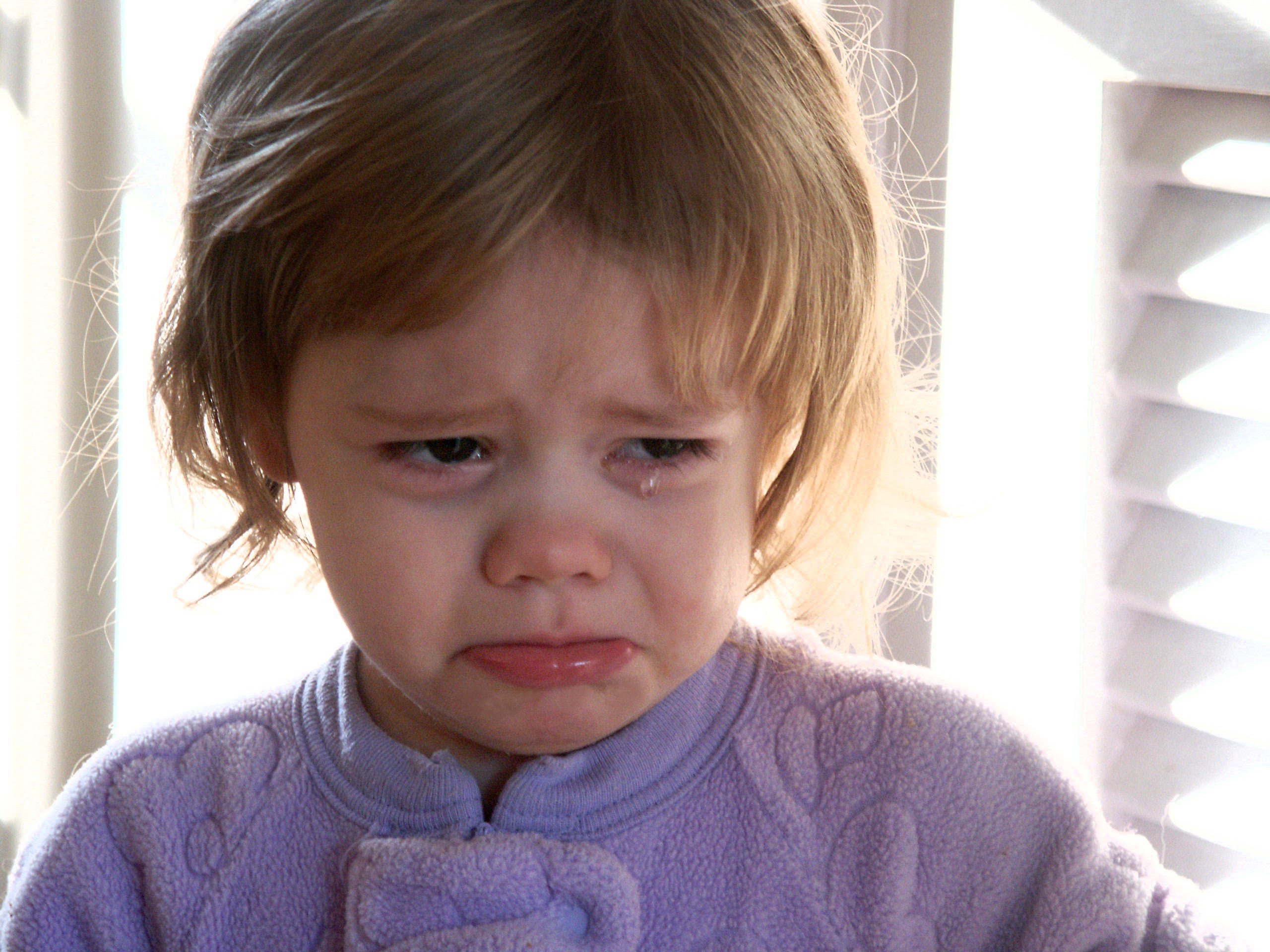
بنت تبكي

البكاء هو سَيَلان الدَّمْع (أو تذرف الدموع في العين) استجابة لحالة عاطفة أو ألم. العواطف التي يمكن أن تؤدي إلى البكاء تشمل الغضب، السعادة، أو حزن.

## سبب البكاء
البكاء هو نوع من الاستجابة العاطفيّة لشعور معين، وعادةً ما يكون شعور حزنٍ أو ألمٍ، وهو استجابةٌ لظروف وأحداث معيّنة لكنّه قد يكون أيضًا نتيجة لشعور جميل أو حدث مفرح.

## أهمية البكاء
يعتقد الكثير من العلماء أنَّ البكاء مفيدٌ للصحة، حيث يساعد على التَّخلص من سموم الجسد النَّاتجة عن التوتر، ويعتقد علماء النفس أنَّ عدم التنفيس عن المشاعر لفترة طويلة قد يكون خطرًا على صحة المرء، فقد أشارت بضعة أبحاث إلى أنَّ منع الدموع العاطفية من الانهمار قد يسبِّب ارتفاعًا في نسبة خطورة الإصابة بأمراض القلب والضغط، كما أنّ دراسات أخرى أشارت إلى أنّ من يعانون من أمراض مثل التقرحات والتهابات القولون هم أقل تعبيرًا لمشاعرهم مقارنةً بالناس العاديين، وينصح علماء النفس الناس الذين يعانون من الحزن بالحديث والبكاء عوضًا عن محاولات التحكّم في مشاعرهم.
إلا أن نوعية الدموع التي تُذرف نتيجة لموقف عاطفي انفعالي تكون مختلفة من حيث التركيبة والوظيفة؛ فالدموع عبارة عن تفاعلات كيميائية تأتي استجابة لدواعٍ وحالات انفعالية مشبوبة بالعاطفة وبالتالي فهي أغنى بالبروتينات. ويرى العلماء أن الدموع الأصلية، سواء أكانت دموع فرح أم حزن، تساعد على إعادة التوازن الكيميائي للجسم، كما أنها تساعد على العلاج النفسي. تشير إحدى الدراسات إلى أن النساء يجهشن بالبكاء بصوت مسموع نحو 64٪ في السّنة، بينما يبكي الرجال حوالي 17 مرة فقط في السّنة. ويعتقد الدكتور بيل فري من مركز أبحاث الدمع وجفاف العين في ولاية مينيسوتا الأمريكية، أن البكاء مفيد؛ فقد تبيّن أن 85٪ من النساء و73٪ من الرجال الذين شملتهم الدراسة شعروا بالارتياح بعد البكاء. ويرى فري أن الدموع تُخلّص الجسم من المواد الكيماوية المُتعلّقةبالضغط النفسي مشيرًا إلى التركيبين الكيميائي والعاطفي، والدمع التحسسّي الذي يثيره الغبار مثلًا.

## الدّموع
الدموع هي سائلٌ مالحٌ يتكوّن من البروتينات والماء والمخاط والزيت، ويتواجد في أعلى المنطقة الخارجيّة من العين وتحديدًا في الغدّة الدمعية “The Lacrimal Gland”، وبالتّأكيد ليست جميع الدّموع نتيجةً لإجهاد عاطفيٍّ، ففي الحقيقة هنالك ثلاثة أنواع من الدّموع تسهم جميعها في الحفاظ على صحّة العين، وهي:
1. الدّموع القاعدية “Basal Tears”: تكون هذه الدّموع موجودةً بشكل دائم في العين لوقايتها من الجفاف التّام، ويتمُّ إنتاج ما يقارب ال 5 - 10 أونسات من الدّموع القاعديّة بشكل يومي كما يتمُّ تصريفها عبر التجويف الأنفي وهذا ما يفسِّرُ حدوث سيلان في الأنف عند ذرف الدموع. وتتكون الدّموع القاعديّة من ثلاث طبقات: طبقةٌ مخاطيّةٌ رقيقةٌ تتواجد مباشرةً على سطح العين، وطبقةٌ وسطى مائية، وطبقةٌ زيتيّةً رقيقةٌ لمنع الدموع من التّبخّر، وتقوم هذه الدّموع بتنظيف العين وتزييتها في كل مرة يطرف فيها المرء ما يجعل سطحها أملسَ ويساعد على الرؤية بوضوح.
2. الدّموع اللاإرادية أو المنعكسية “Reflex Tears”: والتي تتكون أيضًا من ثلاث طبقات إلا أنها تحوي طبقةً مائيّةً أكبرَ إضافةً إلى كميّة أكبر من الأجسام المضادة؛ ــ مقارنةً بالدّموع القاعدية ــ لمنع دخول الكائنات المجهريّة الضارّة، وتحدث هذه الدّموع بشكل لا إرادي وتقوم بتنقية العينين من المهيّجات كذرّات الغبار والغاز الكبريتي الذي يخرج عند تقطيع البصل.
3. الدّموع العاطفيّة “Emotional Tears”: والتي تحوي مستويات عالية من البرولاكتين ومن هرمونات التّوتر(الشدة)، مثال على ذلك هرمون الليوسين انكفالين “ Lucien Encephalin” وهو عبارةٌ عن مسكِّن طبيعي للألم وهذه الدّموع مهمّة في الاتصال غير اللفظي.